# 西街街道 (庆阳市)
西街街道，是中华人民共和国甘肃省庆阳市西峰区下辖的一个乡镇级行政单位。

## 行政区划
西街街道下辖以下地区：
联合村、秦霸岭村、寨子村、老城村、火巷村和东门村。